# Hijas del Crucificado
La Congregación Hijas del Crucificado (oficialmente en italiano: Congregazione Figlie del Crocifisso) es una Congregación religiosa católica femenina de derecho pontificio, fundada por el presbítero italiano Giovanni Battista Quilici en Livorno, en 1840. Las religiosas de este instituto son conocidas como Hijas del Crucificado y posponen a sus nombres las siglas: F.d.C.

## Historia

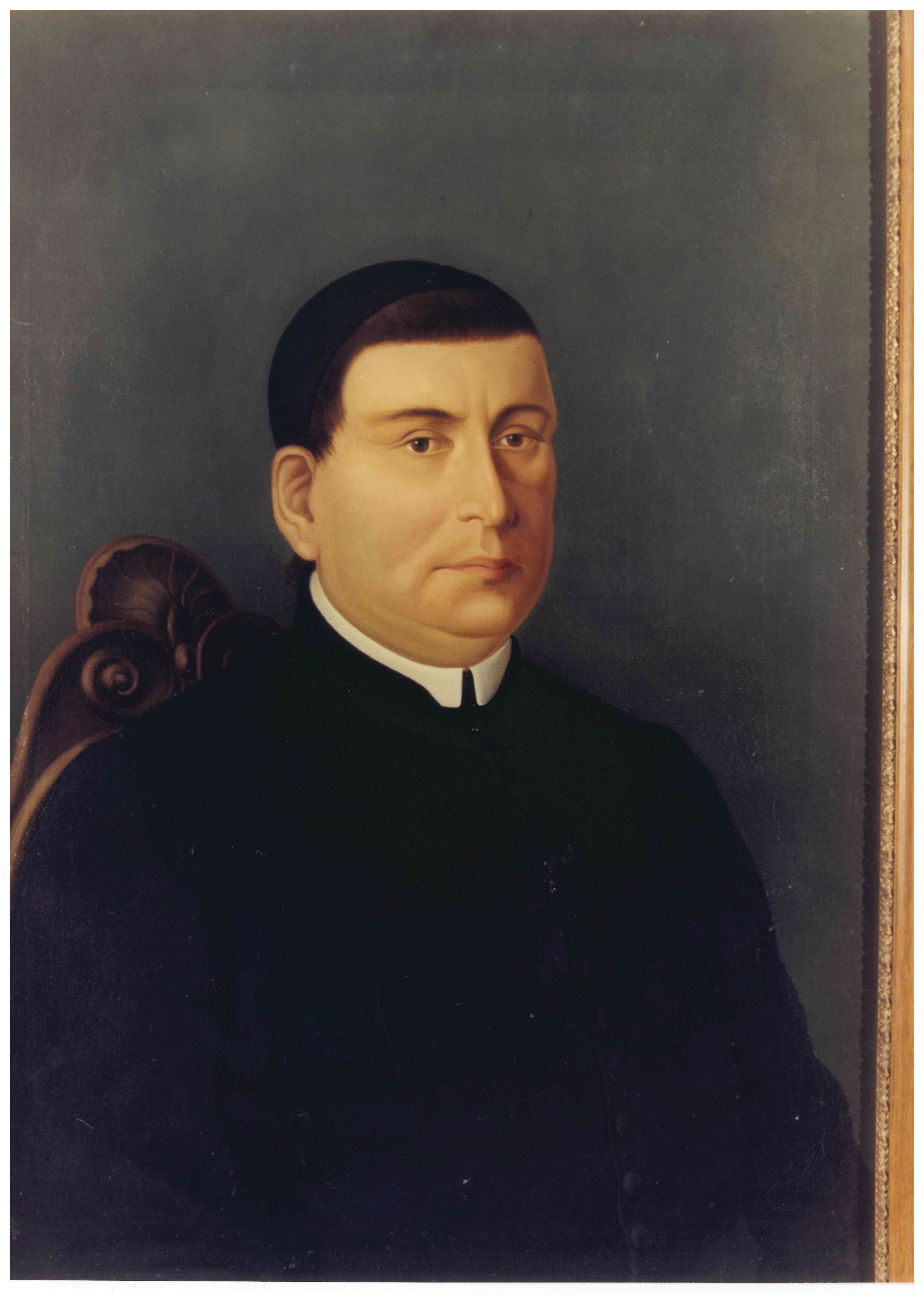
Giovanni Battista Quilici (1791-1844), fundador de la congregación.

Giovanni Battista Quilici, siendo párroco de la iglesia de los Santos Pedro y Pablo de Livorno, Italia, inició en 1836 una obra de asistencia para las mujeres que se dedicaban a la prostitución, y abrió una casa para acoger a las que dejaban ese estilo de vida. Con la aprobación del obispo de la ciudad, Raffaello Ghantuz Cubbe, dio inicio a una nueva familia religiosa con un grupo de mujeres que prestaban servicios en la casa de acogida.
El gobierno de Toscana consintió el nacimiento del nuevo instituto religioso en 1840. El 15 de enero de 1853 las Hijas del Crucificado recibieron el decreto de alabanza que les permitió convertirse en una congregación religiosa de derecho pontificio. Las religiosas fueron aprobadas por la Santa Sede en 1882.

## Actividades y presencias
Las Hijas del Crucificado se dedican a la instrucción y educación cristiana de la juventud y a la pastoral para la reinserción en la sociedad de jóvenes desadaptados.
En 2011, la congregación contaba con 89 religiosas y 14 casas, presentes en Italia y Perú. La sede general se encuentra en Roma y su actual superiora general es la religiosa italiana Rosa Scimia.

## Personajes ilustres
- Giovanni Battista Quilici (1791-1844), venerable, presbítero italiano y fundador de la Congregación. Fue declarado venerable por el papa Francisco el 3 de marzo de 2016.[3]